# Nattmusikk
Nattmusikk, nonett for åtte blåsere og kontrabass is een compositie van Johan Kvandal. De opdracht tot dit werk kwam van musici uit het Bergen filharmoniske orkester. Zij hadden in 1980/1981 het eerste nonet van Kvandal uitgevoerd en waren daar zo enthousiast over, dat ze een nieuwe bestelden.  
De nonet dat Nachtmuziek speelt is samengesteld uit 2 hobo’s, 2 klarinetten, 2 fagotten; 2 hoorns en 1  contrabas. Het bestaat uit vier delen :
1. Allegro ma non troppo
2. Scherzo – allegro
3. Adagio
4. Allegro molto

Van het werk is een opname beschikbaar : het Noors Blazersensemble nam het op voor Simax.